# Palestina
Palestina, uradno Država Palestina (arabsko دولة فلسطين, latinizirano: Dawlat Filasṭīn), je delno priznana država na Bližnjem vzhodu.
Ustanovitev države Palestine so Združeni narodi predvideli v načrtu o razdelitvi ozemlja britanske Palestine na samostojni judovsko in arabsko državo leta 1947. Ta načrt so Judje sprejeli, Arabci pa zavrnili, in izbruhnila je državljanska vojna, zaradi katere se resolucija ni uresničila. Današnjo državo Palestino je 15. novembra 1988 v Alžiru proglasil tedanji vodja Palestinske osvobodilne organizacije Jaser Arafat in še istega leta jo je priznalo vsaj 78 držav. Leta 1994 je bila po podpisu mirovnega sporazuma iz Osla ustanovljena začasna Palestinska uprava, ki so ji priznali različne stopnje oblasti v conah A in B Zahodnega brega in v Gazi. Leta 2007 je prišlo do razkola med Fatahom, vodečo stranko Palestinske uprave, in skrajno stranko Hamas, ki odtlej nadzira Gazo. Novembra 2012 je Generalna skupščina Združenih narodov izglasovala, da se državi Palestini podeli status države nečlanice opazovalke (status, kakršnega ima tudi Sveti sedež).
Pod palestinskim nadzorom oziroma civilno upravo je okoli 40 % ozemlja Zahodnega brega, razdrobljenega na okoli 165 enklav, država pa si lasti še preostalih 60 % Zahodnega brega in vzhodni Jeruzalem, ki ju okupira Izrael, ter Gazo, ki jo nadzira Hamas. Združeni narodi palestinska ozemlja od leta 1967 obravnavajo kot ozemlje pod izraelsko okupacijo. Palestina je članica Arabske lige, Organizacije islamskega sodelovanja, G77, Mednarodnega olimpijskega komiteja, programov UNESCO, UNCTAD in Mednarodnega kazenskega sodišča. Trenutno jo priznava 145 od 193 (75,1 %) držav članic OZN, od 4. junija 2024 tudi Slovenija, potem ko je dalj časa vzdrževala diplomatske odnose s Palestinsko upravo.